# وقواق راهب
وقواق راهب (الاسم العلمي: Clamator  jacobinus) (بالإنجليزية: Jacobin  Cuckoo)‏ هو طائر ينتمي إلى وقواق (فصيلة: Cuculidae).